# FN:s konferens om handel och utveckling
FN:s konferens om handel och utveckling (engelska United Nations Conference on Trade and Development, UNCTAD, franska Conférence des Nations unies sur le commerce et le développement, CNUCED) är en del av Förenta nationerna. 
Organisationens mål är att maximera möjligheterna till handel, investeringar och utveckling för utvecklingsländer och hjälpa dem i deras strävan att integreras i världsekonomin så att en utjämning av villkoren kan ske. Tillkomsten av Unctad utgick ifrån oro i utvecklingsländer beträffande den internationella marknaden, multinationella företag och de stora skillnaderna mellan industriellt utvecklade länder och utvecklingsländerna. 